# Federația Internațională de Hochei pe Gheață

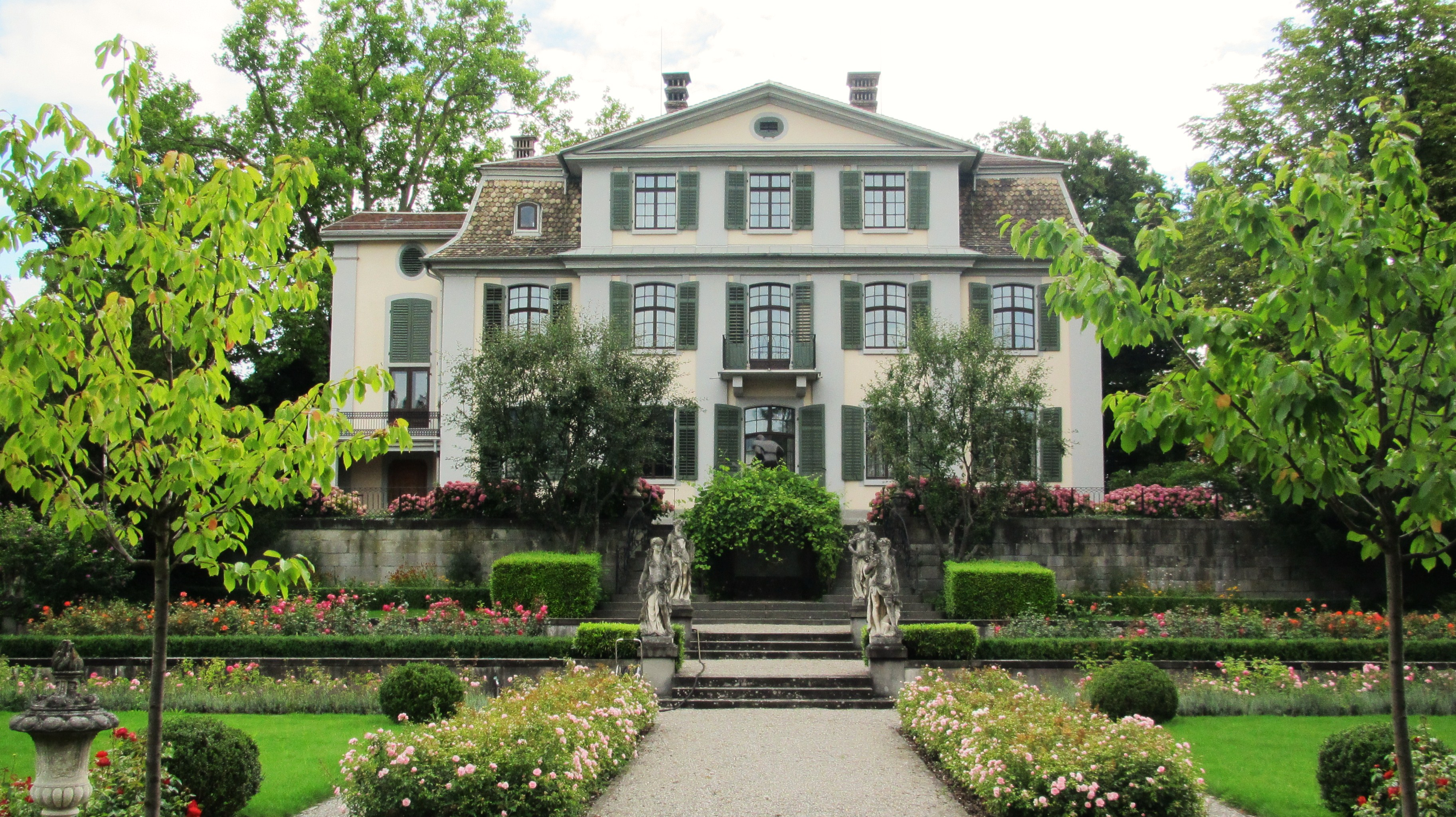
Sediul Federației

Federația Internațională de Hochei pe Gheață (Fédération internationale de hockey sur glace în franceză, International Ice Hockey Federation, abreviat IIHF, în engleză) este organizația internațională care reglementează regulamentul și competițiile jocului de hochei pe gheață.

## Istorie
Federația a fost fondată la Paris, la 15 mai 1908. Primul turneu organizat de IIHF a fost Campionatul European din 1910. Primul turneu olimpic a fost organizat în cadrul Jocurilor Olimpice de vară din 1920. Din anul 1930 există Campionatele Mondiale, desfășurate în fiecare an. Primul Campionatul Mondial Feminin a fost organizat în 1990.

## Competiți

### Competiții masculine
- Turneul Olimpic (co-organizator)
- Campionatul Mondial de Hochei pe Gheață
- Campionatul Mondial de Hochei pe Gheață sub 20
- Campionatul Mondial de Hochei pe Gheață sub 18

### Competiții feminine
- Turneul Olimpic Feminin (co-organizator)
- Campionatul Mondial de Hochei pe Gheață Feminin
- Campionatul Mondial de Hochei pe Gheață Feminin sub 18